# Northgate (Lincolnshire)
Northgate – wieś w Anglii, w hrabstwie Lincolnshire. Leży 23,1 km od miasta Boston, 50,1 km od Lincoln i 145,4 km od Londynu. W 2016 miejscowość liczyła 668 mieszkańców.